# Atnan Neziri
Atnan Neziri (mac. Атнан Незири; ur. 20 grudnia 1964 w Małej Reczicy) – północnomacedoński polityk pochodzenia albańskiego. W latach 2020–2024 sprawował mandat deputowanego do Zgromadzenia Republiki Macedonii Północnej z ramienia Sojuszu na rzecz Albańczyków.